# Santi (The Academy Is...)
Santi è il secondo album della band indie-rock The Academy Is..., pubblicato il 2 e il 3 aprile 2007 (in Gran Bretagna e USA) dalla casa discografica Fueled by Ramen.

## Storia
Il titolo dell'album non ancora completato era Chop Chop. La prima anteprima dell'album è stata fornita da Johnny Mirandi di Snakes and Suits fame il 26 gennaio, 2007 quando diede la canzone "LAX to O'Hare", a absolutepunk.net per passarla in streaming sul loro sito.
Il primo singolo dall'album è stato "We've Got a Big Mess on Our Hands".
Il secondo singolo è stato "Neighbors", il video del quale è disponibile su YouTube.
Martedì 27 marzo, 2007 MTV2.com iniziò a trasmettere l'album.
Nella prima settimana di vendite negli Stati Uniti, l'album ha venduto 33000 copie, debuttando alla numero 32 nella classifica Billboard 200 e alla #94 nella Official Albums Chart.
William Beckett ha spiegato l'origine di Santi e come è diventato il nome dell'album nella rivista musicale australiana Blunt con la seguente storia:

## Elenco delle tracce
1. "Same Blood" – 3:14
2. "LAX to O'Hare" – 3:36
3. "We've Got a Big Mess on Our Hands" – 3:26
4. "Sleeping with Giants (Lifetime)" – 3:36
5. "Everything We Had" – 3:38
6. "Bulls in Brooklyn" – 3:27
7. "Neighbors" – 3:10
8. "Seed" – 4:17
9. "Chop Chop" – 3:26
10. "You Might Have Noticed" – 3:22
11. "Unexpected Places" – 4:15

Tracce bonus del Best Buy
1. "Ghost" – 3:51
2. "Everything We Had" (One Take Acoustic Mix) – 4:11

Tracce bonus di iTunes
1. "Toasted Skin" – 3:55
2. "40 Steps" – 4:29

- Le bonus track di iTunes sono state tolte.

## Singoli

### "Neighbors"
"Neighbors" è stato il secondo singolo da  Santi. La canzone dura tre minuti e dieci secondi.
Per questa canzone è stato fatto anche un video, che mostra il gruppo ad un concerto e in altri scenari. Ci sono molti cameo di altri gruppi partecipanti al tour Honda Civic, come Mark Hoppus della band +44, Andy Hurley, Pete Wentz e Joe Trohman dei Fall Out Boy e Gabe Saporta di Midtown e Cobra Starship.
La canzone è stata accompagnata da Degrassi: The Next Generation. Contiene le seconde voci di Max Izzo, che partecipò anche alla canzone dei Fall Out Boy "Honorable Mention", anche se come nell'album dei Fall Out Boy non è stato citato.

## Accoglienza
| Recensione       | Giudizio |
| ---------------- | -------- |
| AbsolutePunk.net | 84%      |
| AllMusic         |          |
| Blender          |          |
| Kerrang!         |          |
| Rock Sound       |          |
| Rolling Stone    |          |
| Spin             |          |
| Twisted Ear      |          |